# 第4回ボストン映画批評家協会賞
4th BSFC Awards

1984年1月29日

作品賞: 

サン★ロレンツォの夜
第4回ボストン映画批評家協会賞（だい4かいボストンえいがひひょうかきょうかいしょう）は1983年の映画を対象としており、1984年1月29日に受賞者が発表された。

## 受賞一覧

### 作品賞
- 『サン★ロレンツォの夜』

### 監督賞
- タヴィアーニ兄弟 - 『サン★ロレンツォの夜』

### 主演男優賞
- エリック・ロバーツ - 『スター80』

### 主演女優賞
- ロザンナ・アークエット - 『ベイビー・イッツ・ユー』

### 助演男優賞
- ジャック・ニコルソン - 『愛と追憶の日々』

### 助演女優賞
- リンダ・ハント - 『危険な年』

### 脚本賞
- エリック・ロメール - 『海辺のポーリーヌ』

### 撮影賞
- ヒロ・ナリタ - 『ネバー・クライ・ウルフ』

### ドキュメンタリー映画賞
- 『マザー』

### アメリカ映画賞
- 『愛と追憶の日々』